# Ванасс, Карин
Карин Ванасс (фр. Karine Vanasse, род. 24 ноября 1983) — франкоканадская актриса. Она снялась в ряде канадских фильмов на французском языке, самый значимый из которых «Политех» (2009), за роль в котором Ванасс удостоилась премии «Джини» за лучшую женскую роль. Она также номинировалась на «Джини» за роль в драме 2002 года «Серафин: Человек и его грех».
В 2011 году, Ванасс, после десяти лет съемок во франко-канадских фильмах, начала свою карьеру на телевидении в США. Она сыграла одну из главных ролей в сериале ABC «Пан Американ». Шоу было закрыто после одного сезона, а Ванасс вскоре после этого получила роль в пилоте ABC Scruples. В 2013 году она присоединилась к третьему сезону прайм-тайм мыльной оперы ABC «Месть» во второстепенной роли Марго Лемаршаль.

## Избранная фильмография
| Год       |   | Русское название | Оригинальное название  | Роль            |
| --------- | - | ---------------- | ---------------------- | --------------- |
| 2013—2015 | с | Месть            | Revenge                | Марго Лемаршаль |
| 2015      | ф | Мизинец Будды    | Buddha's Little Finger | Анна            |